# Mikołaj Kozakiewicz

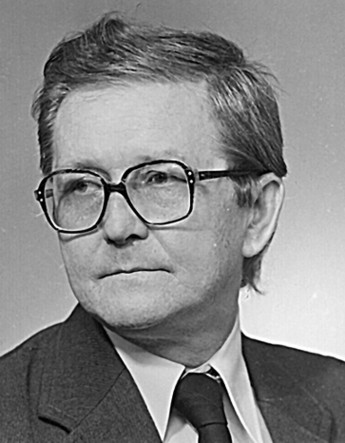
Mikołaj Kozakiewicz, vor 1985

Mikołaj Kozakiewicz [mʲiˈkɔwaj ˌkɔzaˈkʲɛvit͡ʃ] (geboren am 24. Dezember 1923 in Albertyn, Polen; gestorben am 22. November 1998 in Warschau) war ein polnischer Soziologe, Pädagoge, Autor und Politiker der Bauernparteien (SL, ZSL, PSL, PLD). Er gehörte von 1985 bis 1993 dem Sejm in der IX., X. (Volksrepublik) und I. (Dritte Republik) an und war von 1989 bis 1991 Sejmmarschall.

## Leben
Nach dem Schulbesuch in Wilna wurde Kozakiewicz, der im heute belarussischen Alberziny, einem Stadtteil von Slonim, geboren wurde, 1945 Dorflehrer. Ebenfalls 1947 nahm er das Philosophiestudium an der Universität Warschau auf, das er 1950 abschloss. Bis 1951 arbeitete er als Lehrer und Schulrektor an einem Lyzeum, wonach er sich gänzlich der wissenschaftlichen, politischen und publizistischen Arbeit widmete. Er wurde Redakteur in den Zeitschriften Głos Nauczycielski (Stimme der Lehrer) und Wieś Współczesna (Zeitgenössisches Dorf). Er befasste sich mit dem sozialen Milieu des polnischen Dorfs, insbesondere den Belangen der Dorfjugend aus der Nachkriegsgeneration.
1963 wurde Kozakiewicz an der Universität Warschau in Soziologie promoviert. Er war 1957 Mitbegründer und bis 1969 Vorstandsmitglied der Gesellschaft für Säkulare Schule. Zwischen 1970 und 1974 war er stellvertretender Vorsitzender der Nachfolgeorganisation Gesellschaft für Verbreitung der Säkularen Kultur. Ferner gehörte er seit 1957 der Gesellschaft für Familienplanung (1981–1992 als Vorsitzender) und der Polnischen Pädagogischen Gesellschaft (1981–1987 als Vorsitzender) an. Er hatte verschiedene Posten innerhalb der IPPF inne und veröffentlichte zahlreiche Bücher und Artikel aus dem Gebiet der Sexualwissenschaften. Neben Michalina Wisłocka und Andrzej Jaczewski gilt er als Mitbegründer der modernen Sexualpädagogik in Polen. Als Mitarbeiter der PAN habilitierte er sich 1972, 1979 wurde er zum außerordentlichen Professor und 1984 zum Ordinarius berufen.
Kozakiewicz war verheiratet und hatte zwei Kinder. Er wurde auf dem Powązki-Friedhof begraben.

## Politik
1947 trat er in die Bauernpartei Stronnictwo Ludowe (SL) ein, die 1949 mit der Polskie Stronnictwo Ludowe (PSL) zur Blockpartei Zjednoczone Stronnictwo Ludowe (ZSL) zwangsvereinigt wurde.
Nachdem er 1984 in den Parteivorstand der ZSL gewählt worden war, erhielt er bei der unfreien Wahl 1985 auf der Einheitsliste, die von der Polnischen Vereinigten Arbeiterpartei (PZPR) kontrolliert wurde, ein Mandat im Sejm der 9. Legislaturperiode. 1989 gehörte er zu den Vertretern der Regierungsseite am Runden Tisch. Am 4. Juni 1989 wurde er bei den halbfreien Wahlen zum Vertragssejm 1989 auf einem der für die PZPR und ihre Blockparteien reservierten Plätze wiedergewählt. Als einem von lediglich zwei Kandidaten der Blockparteien neben dem PZPR-Kandidaten Adam Zieliński gelang es ihm dabei, ein Mandat über die Landesliste zu erlangen. Er wurde am 4. Juli 1989 zum Sejmmarschall (Parlamentspräsident) gewählt. In dieser Funktion leitete er auch die Nationalversammlung, in welcher die Präsidentschaftswahl 1989 (gewählt wurde Wojciech Jaruzelski) sowie 1990 die Vereidigung des Präsidenten Lech Wałęsa stattfand. Zwei Jahre lang hatte er in der Parlamentskammer den Vorsitz inne, während diese mehrere demokratische Reformen beschloss. In dieser Zeit benannte sich die ZSL in PSL „Odrodzenie“ (Wiedergeburt) um und wurde nach Einbindung ehemaliger Oppositioneller Bauernvertreter zur wiederbegründeten PSL. Nach der Auflösung des Sejm 1991 wurde Kozakiewicz in den freien Wahlen als Kandidat der wiedergegründeten PSL über die landesweite Verteilung wieder gewählt, gelangte jedoch nicht mehr ins Präsidium der Kammer.
Nach abermaliger Verkürzung der Legislaturperiode und dem Konflikt mit dem Vorsitzenden der PSL Waldemar Pawlak verzichtete Kozakiewicz auf eine erneute Kandidatur. Er engagierte sich gegen das 1993 eingeführte Verbot des Schwangerschaftsabbruchs sowie gegen Diskriminierung AIDS-Kranker und Homosexueller. Er verließ 1997 die PSL und wurde am 7. Januar 1998 (unter anderem mit Roman Jagieliński) Mitbegründer der Partia Ludowo-Demokratyczna (PLD). Er verstarb jedoch noch im gleichen Jahr.

## Ehrungen
Kozakiewicz wurde vierfach mit dem Orden Polonia Restituta ausgezeichnet.

## Einzelbelege
1. ↑  Instytut Badań Seksualnych: Badania w Polsce (polnisch)
2. ↑  Ergebnis in Monitor Polski 1985, Nr. 28, S. 324.
3. ↑  Ergebnis in Monitor Polski 1991, Nr. 41, S. 503.

| Personendaten    | Personendaten                             |
| ---------------- | ----------------------------------------- |
| NAME             | Kozakiewicz, Mikołaj                      |
| KURZBESCHREIBUNG | polnischer Soziologe, Autor und Politiker |
| GEBURTSDATUM     | 24. Dezember 1923                         |
| GEBURTSORT       | Albertyn, Polen                           |
| STERBEDATUM      | 22. November 1998                         |
| STERBEORT        | Warschau, Polen                           |